# Бояни
Боя́ни — село в Україні, у Чернівецькому районі Чернівецької області. Центр Боянської сільської громади. Чисельність населення — 4253 осіб.

## Географія
Село розташоване на лівому березі Прута, за 12 кілометрів від Новоселиці та за 15 кілометрів від міста Чернівці, на висоті близько 158 метрів над рівнем моря. Через село проходить залізниця Чернівці — Ларга, зупинний пункт Бояни, та автошлях національного значенняН03 Житомир — Чернівці. 
Поряд з селом на північно-західній околиці розташований гірськолижний курорт «Сонячна Долина».

### Клімат
Бояни розташовані в межах вологого континентального клімату з теплим літом, тут весна настає на 2 тижні раніше порівняно з іншими регіонами. Однак діяльність людини призводить до негативних змін і глобального потепління.

## Герб
У лазуровому полі золота голова бика прямо, з чорними ніздрями, що супроводжується зверху десятипроменевою золотою зіркою, а знизу - двома зеленими жолудями і трьома зеленими дубовими листами в перев'яз праворуч і трьома жовтими колосками в перев'яз ліворуч, срібними укороченими хвилеподібними балками, 2 та 1. Щит увінчаний срібною кам'яною короною з трьома хрестами вгорі. Над щитком червона стрічка із написом жовтими літерами "MARELE BOIAN".

## Історія
На північний захід від села, біля річки Гуків, виявлено сліди трипільської культури III тисячоліття до н. е. В цьому ж районі є рештки поселення ранньозалізної доби І тисячоліття до н. е. Ранньослов'янські поселення черняхівської культури (ІІ — VI століття н. е.) виявлені на південно-східній околиці села на лівому березі річки Гуків та за 2 км на північний захід, на правому березі цієї ж річки. Збереглися також сліди кількох поселень XII—XV століть. Археологічні дослідження показали, що сучасний населений пункт виник близько XII століття. В ті часи долиною Пруту проходив торговий шлях з Галичини до Молдавії. Йому, мабуть, і завдячує село своїм виникненням.

### Бояни у середньовіччі
Село Бояни було частиною Молдавії з моменту її створення в історичному районі Буковини. Згідно з місцевою легендою, опублікованою професором Васіле Bizovi, село було засноване 900 років тому на галявині лісника, який вирощував велику рогату худобу. Галявинка була розширена, коли були очищені землі від лісів за часів царювання Олександра Доброго, що зумовило утворення села під назвою Великі Бояни (рум. Boianul Mare). У середньовіччі торговий шлях, який з'єднував міста Ясси та Чернівці, проходив саме цим селом.
За іншою версією, назва населеного пункту пов'язана з особовим іменем «Боян». Під цим іменем згадується давньоруський поет-дружинник другої половини XI—початку XII століття у «Слові о полку Ігоревім». Особове ім'я «Боян» досі поширене у багатьох мовах, у тому числі болгарській, хорватській і угорській.
Перша письмова згадка про село (громаду) Бояни датується 4 січня 1523 року, коли  воєвода Стефан IV Молодий затвердив зміни  серед власників Великого Бояна. Згідно з документом брати Іон, Міхайлаш, Сіміон, Добрулец і їхня сестра Настаска погодилися передати своєму родичу—князівському писареві Іванкові, сину Добрула, третину села  Великий Боян.
Інший документ, що датований 8 квітня 1528 року, виданий Петру Рарешем, господарем Молдовського князівства. У грамоті, складеній староукраїнською літературною мовою, що була на той час офіційною у Молдавському князівстві, назва села також вживається у формі «Великій Боян».

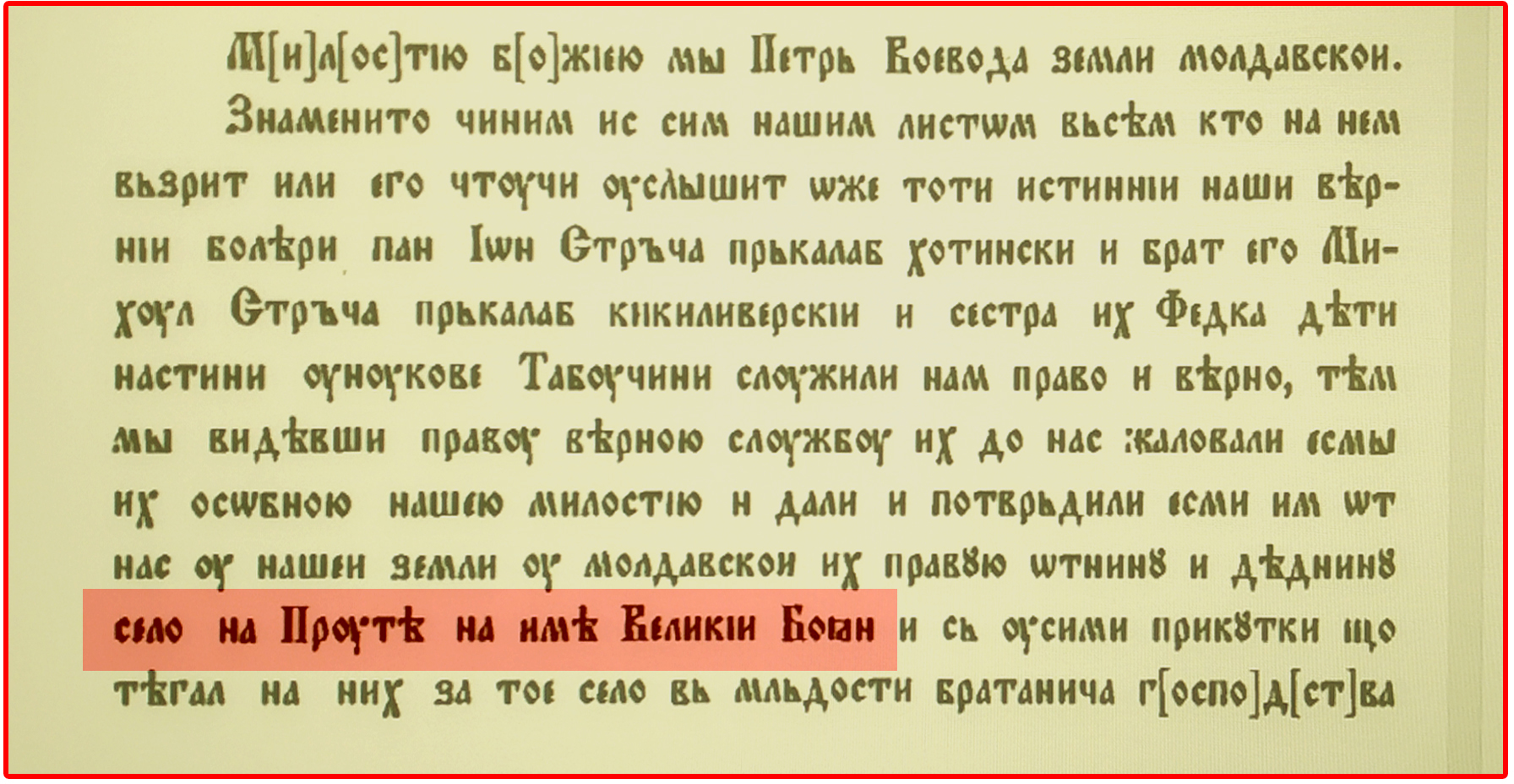
Фрагмент тексту з грамоти воєводи Петра Рареша 1528 року із назвою села «Великій Боян».

3 квітня 1560 року господар Александр Лепушнян видав указ, який розділив село Бояни між дітьми і внуками братів Стирчя (рум. Stârcea). Село було поділене на 3 частини: верхня частина (нині кут Глиниця), середня частина (Гуків) і нижня частини (місце теперішнього села). У найближчі сто років середня та нижня частина села кілька разів продавалися, переходячи з рук у руки.
У 1636 році Ісак Стирчя (рум. Isac Stârcea) був змушений віддати губернатору Гаврілашу Матеяшу (рум. Gavrilaş Mateiaş) верхню третину Боянів,успішний млин і село Лезаній (рум. Lăzanii), у зв'язку з тим, що він вкрав у нього «1360 золотих, хутро, хутро лисиці та ін». Два роки по тому господар Василь Лупул закріпив право власності Матеяша на ці маєтки.
У другій половині XVIII століття село належало родині Іон Некулче молдавського літописця. Його батько одружився в 1670 році на Катріні, дочці боярина Йордаке Кантакузіно (Iordache Cantacuzino), одного з найбагатших землевласників в Молдові XVII століття. У приданому до весілля Катріна отримала 21 садибу, у тому числі кілька сіл на півночі Молдавії (Бояни, Чорнівка, Бочківці, Грозинці та інші). Це був родовий маєток Йона Некулче, ворника Молдавії у XVII столітті.
У 1702 році Іон Некулче розділяє спадок матері разом зі своїми сестрами, але Бояни залишаються йому. Після того, як Некулче програв у битві під Стальнівцями (Stănilești) (1711) і вислання до Росії, його майно було конфісковано і передано великому магістрату Лупу Костаке (Lupu Costache). 1720 року Некулче отримує дозвіл на повернення в Молдавію і почав судитися з сином Лупу Костаке, Йордаке (Iordache), переконуючи уряд повернути йому маєток [3]. Пізніше він виявив, що його майно було перекуплене нащадками Ісаака Стирче, які прийшли з новими документами. Щоб відновити свої права на маєток, він купив акції, що належать спадкоємцям Стирчя.

### Бояни під владою Австрії
У січні 1775 року, у результаті нейтральних відносин, під час військового конфлікту між Росією і Туреччиною (1768—1774), Габсбурги (сучасна Австрія) отримала частину молдавської території відому як Буковина. Після приєднання Буковини до Габсбурзькою імперії, село Бояни стало частиною герцогства Буковини, регулювалося австрійцями та відносились до району Садгора (Sadagura).
У 1775 році, через включення Боянів у військові дії, тут було встановлено австрійську митницю. У селі була розташована резиденція інспектора митної служби Буковини та Поділля. У 1780 році село мало п'ять млинів, і два магазини. Коли австрійці приєднали Буковину Василе Некулче, який володів селом, залишився в Молдові. У 1782 році він обґрунтував своє право власності перед австрійською граничною комісією Буковини (заснованою у 1781 році), комісія на чолі з полковником Мецгером, яка включала ще двох представників: Іон Калмуцкі (Ion Calmuţchi) та Олександр Ілске (Alexandru Ilsche).
Оскільки Васіле Некулче не міг управляти віддалено своєю нерухомістю, 26 квітня 1792 року, він віддав в оренду село Бояни і половину свого майна Іону Калмуцкі, який був власником нерухомості Калінешть на Черемоші.
З 1812 року східну частину села Бояни перетинав кордон між Російською імперією і імперією Габсбургів. У 1845 році боярин Іон Некулче продав маєток польсько-вірменській сім'ї Стефановичів.

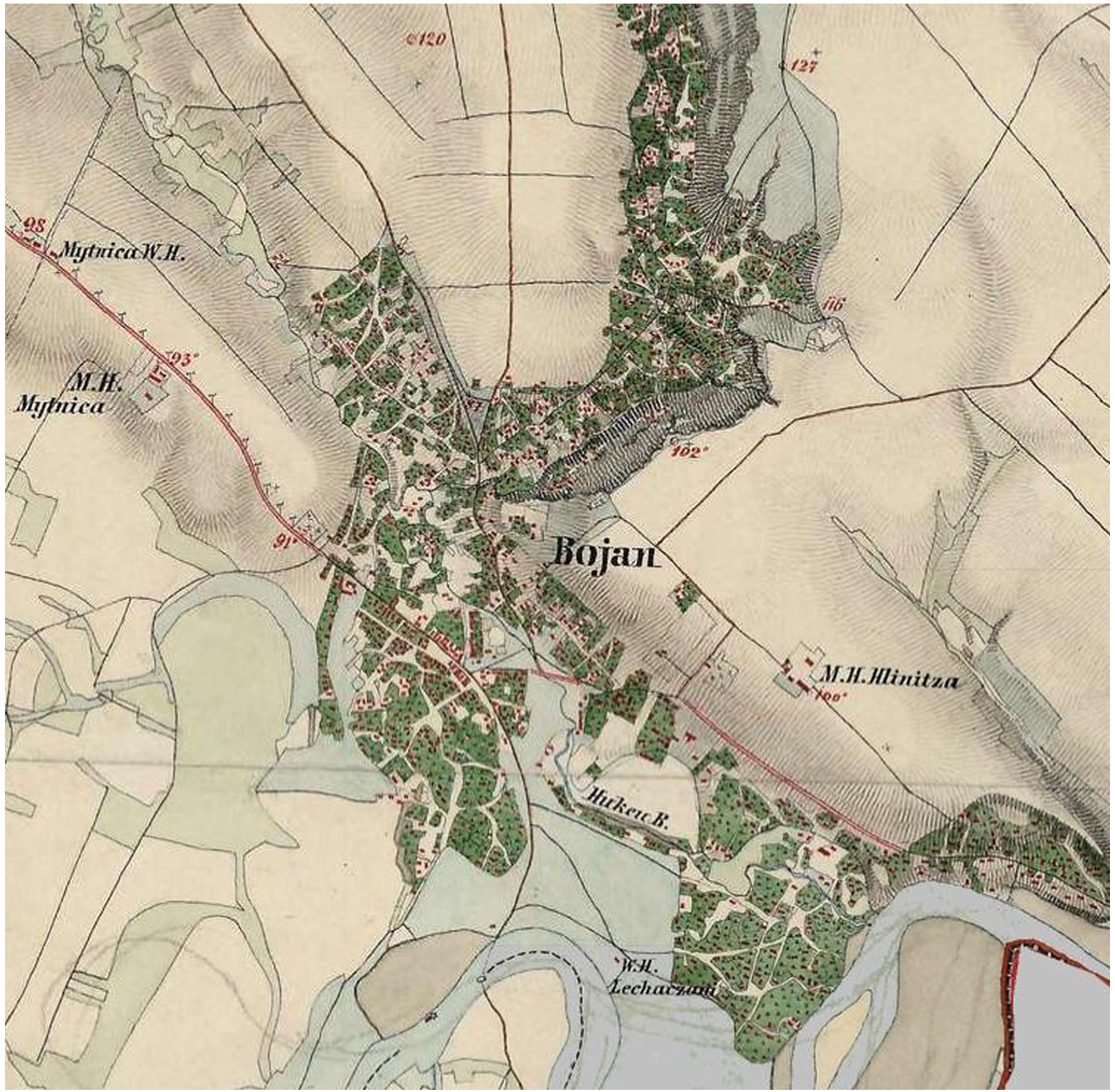
Бояни з мікрорайонами Митниця, Глиниця і Легучені на австрійській військовій мапі 1861—1864 років.

Вибори влітку 1848 року до парламенту у Відні призвели до вибору восьми членів, які представляли Буковину, у тому числі румунського селянина Василе Кирся (Vasile Cârste) з Бояна. Він не був грамотним і, говорячи тільки румунською, став маріонеткою в руках імперських кіл.
Після скасування боярства урядом у Відні 26 вересня 1849 року відбулися земельні реформи. Щоб володіти землею, селяни були змушені виплатити компенсацію поміщику Стефановичу у щорічних платежах до банку. Борги, які були дуже великими, лише погіршили економічний стан селян. У цих умовах, у 60-х роках XIX століття, десятки сімей з Бояна почали незаконно перетинати кордон Бессарабії.
В результаті складної економічної ситуації деякі жителі почали емігрувати до Канади наприкінці 80-х років XIX століття. Протягом всього 1913 року принаймні 983 людини були змушені покинути село. Мігранти оселилися в Альберті де заснували село з такою ж назвою — Бояни.
Під час Першої світової війни, запеклі бої відбувалися на лінії Бояни — Магала — Рідківці — Топорівці між царськими військами та Австро-Угорщиною. Школи були закриті, а державні органи на місцях перемістилися далі від лінії фронту. Російські війська захопили село 23 серпня 1914 року, грабували магазини і підпалювали будинки, а сільських жителів (1000 сімей) депортували до Росії в Астраханську та Саратовську області. У             1936 році були проведені перепоховання останків військових із цвинтарів та ізольованих поховань на православному цвинтарі Долина Козмінулуй, де було споруджено пам'ятник жертвам Першої світової війни.

### Бояни під владою Румунії
Після захоплення Буковини Румунією 28 листопада 1918 року, село Бояни було віднесено до повіту Чернівці. Тоді велику частку населення складали румуни, були також українські та єврейські громади.
Через те, що лінія фронту проходила через село, Бояни майже вщент були зруйновані. Цілими залишилися тільки два будинки. У найближчі два роки більшість жителів села, які були депортовані до Росії повернулися у свої будинки, але були й такі, які ніколи не повернулися додому.
У міжвоєнний період, тут працювали суд і філії Ліги Культури.

### Бояни під владою Радянського Союзу
За пактом Молотова — Ріббентропа (1939) Північна Буковина була приєднана до СРСР 28 червня 1940 року.
У липні 1941 року Румунія, що виступала на боці Третього Рейху, відвоювала «втрачені території». Після того, як румунські війська увійшли в село, деякі селяни силою витягнули з будинків 80 євреїв і привели їх у центр села, де вони були розстріляні румунськими солдатами, які перебували в селі. Євреї були поховані в братській могилі, куди перенесли останки в 1976 році на кладовищі села Строїнці (Stroeşti).
У березні 1944 року Північна Буковина була визволена від загарбників, і знову тут встановилась радянська влада. Одного разу влітку того ж року були зібрані в центрі села всі чоловіки віком від 18 до 40 років, які були виведені силою з села, посаджені на потяги і доставлені в трудові табори поблизу Онезького озера, недалеко від кордону СРСР з Фінляндією.
У 1946—1947 роках село Бояни пройшло через період голоду через посуху та реквізицію продовольства з боку Червоної Армії.
З 1991 року село Бояни належать до Новоселицького району Чернівецької області у складі незалежної України.

## Сьогодення
На даний час у Боянах існують три церкви, дві школи (в тому числі гімназія «Іон Некулче», яка отримала цей статус у 1990 році), де викладання проводиться румунською та українською мовами. Існує сучасний готель («Буковинська зірка») — відкритий у 2003 році, супермаркет («Джерельце»), ресторан («Принц») і кілька магазинів, а також база відпочинку («Сонячна долина»).
У селі працює компанія «Джерельце» («Izvoraşul»), заснована в 1992 році двома боянчанами Іваном Семенюком та Миколою Гавкою. Компанія спочатку виготовляла мінеральну та солодку газовану воду, а в 1997 році почала виробляти будівельні матеріали. Першим видом продукції стало виробництво алюмінієвих та ПВХ вікон і дверей. Через рік відбувся перехід на ПВХ-профіль Veratec і Asas (профіль з елітного алюмінію Rescara). З переходом у нове тисячоліття почалося зведення нових виробничих цехів і цілих заводів. У період з 2002 по 2005 рік було придбано лінії з виробництва металочерепиці, профнастилу, сендвіч-панелей, металевого сайдингу та гіпсокартонних профілів. 2004 року був побудований один з найбільших заводів в Україні з виробництва пінополістирольних плит. 2005 року було введено в експлуатацію заводи з виробництва товарного бетону, керамзитного блоку і тротуарної плитки. 2002 року була відкрита дочірня фірма «Родничок-Транс», яка, маючи парк кількістю понад 30 тирів, надає транспортні послуги. Компанія «Джерельце» також побудувала кілька готелів, торговий центр і автозаправний комплекс.

## Населення
Наприкінці ХІХ століття громада торгового містечка Бояни була значним і багатонаціональним населеним пунктом. Вона охоплювала передмістя Глиниця, Гуків і Ватра. На частині її території сформувалося нинішнє село Припруття (у минулому — Бояни-Легучени).
Згідно з переписом 1890 року, громада містечка Бояни нараховувала загалом 6194 мешканців. За віросповіданням 638 осіб вважали себе римо-католиками, 609 осіб — греко-католиками, 4001 особа — православними і 938 осіб — юдеями.
За етнічною приналежністю, оціненою на підставі вживання розмовної мови, 3805 мешканців (61,4 %) визнавали себе румунами, 1149 осіб (18,5 %) — німцями, 956 осіб (15,4 %) — українцями (русинами) і 200 осіб (3,2 %) — поляками.
Національний склад населення за даними перепису 1930 року у Румунії:
| Національність | Кількість осіб | Відсоток |
| -------------- | -------------- | -------- |
| румуни         | 3557           | 83,85 %  |
| поляки         | 475            | 11,20 %  |
| євреї          | 118            | 2,78 %   |
| українці       | 44             | 1,04 %   |
| росіяни        | 34             | 0,80 %   |
| німці          | 14             | 0,33 %   |

Мовний склад населення за даними перепису 1930 року:
| Мова       | Кількість осіб | Відсоток |
| ---------- | -------------- | -------- |
| румунська  | 3518           | 82,93 %  |
| польська   | 466            | 10,99 %  |
| їдиш       | 93             | 2,19 %   |
| українська | 87             | 2,05 %   |
| німецька   | 45             | 1,06 %   |
| російська  | 33             | 0,78 %   |

### Мова
Розподіл населення за рідною мовою за даними перепису 2001 року:
| Мова       | Відсоток |
| ---------- | -------- |
| румунська  | 92,16%   |
| українська | 6,33%    |
| російська  | 0,93%    |

## Пам'ятки

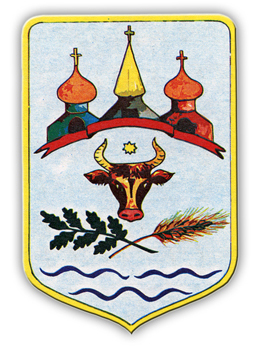
3 церкви на одному з варіанті герба Боян

Православна церква «Внебовзяття Пресвятої Богородиці» — побудована між 1830—1838 з каменю і цегли в центрі села, на місці іншої церкви, яка була побудована літописцем Іоном Некулче. У цій церкві, служив в березні 1857 р — квітень 1859 священник Іраклій Порумбеску (Iraclie Porumbescu), батько відомого композитора Чіпріана Порумбеску.
Церква була пограбована під час Першої світової війни, російськими солдатами. В результаті пожертвувань віруючих селян, церква була відремонтована і повторно освячена 31 грудня 1920 г. Після приєднання Північної Буковини до СРСР, влада намагалися закрити Румунську православну церкву, але віряни виступили проти цього і чергували біля неї в день і в ніч. Особливо треба відзначити парафіяльного священика Бориса Цапу, який служив в цій громаді протягом 50 років. Поруч з церквою знаходиться невеликий музей, де можна побачити на святому місці подарунки від жителів села: старовинні ікони, старовинні книги і т.д.
Греко-католицька церква Різдва Пресвятої Богородиці — Після революції 1848 року, в 1856 році, деякі селяни виступили проти поміщика і православного священика в селі, через те що змушені були примусово працювали у їхніх садибах. Тож вони звернулися до греко-католицького священика із Садгори о. Климентія Глібовицького і таким чином 911 осіб перейшли до греко-католицької церкви. Так, історик Іон Ністор пояснив, що перехід жителів Боян і Рідківців до єдності з Римом стався через «невдоволення селян манерами православних священиків». При цьому Ністор з національних причин назвав тих, хто перейшов, румунами, замовчавши про українців. У радянські часи греко-католицька громада Боянів була переслідувана тоталітарним режимом, але відродилася у незалежній Україні.
Римсько-католицька церква — побудована між 1884—1887 і освячена 12 червня 1887. Після анексії Північної Буковини СРСР церква була закрита і перетворена на склад з дровами і вугіллям, церковні об'єкти (в тому числі предмети органів поклоніння, дзвони і інші предмети релігійного призначення) зникли, і останній священник, Броніслав Гобовскі, виїхав разом зі своїми парафіянами у Польщу. Тут був встановлений лікарняний сектор, а з 1972 р — дитячий садок. 1989 року почалося відновлення церкви зусиллями католиків села. Церква в 1994 році була повторно освячена.
Поруч з церквою розташований «Будинок Польщі» (палата читання і братської допомоги) з чотирма кімнатами, побудована в 1922 році з дерева і польське кладовище площею 50 акрів, яке датується 1887.

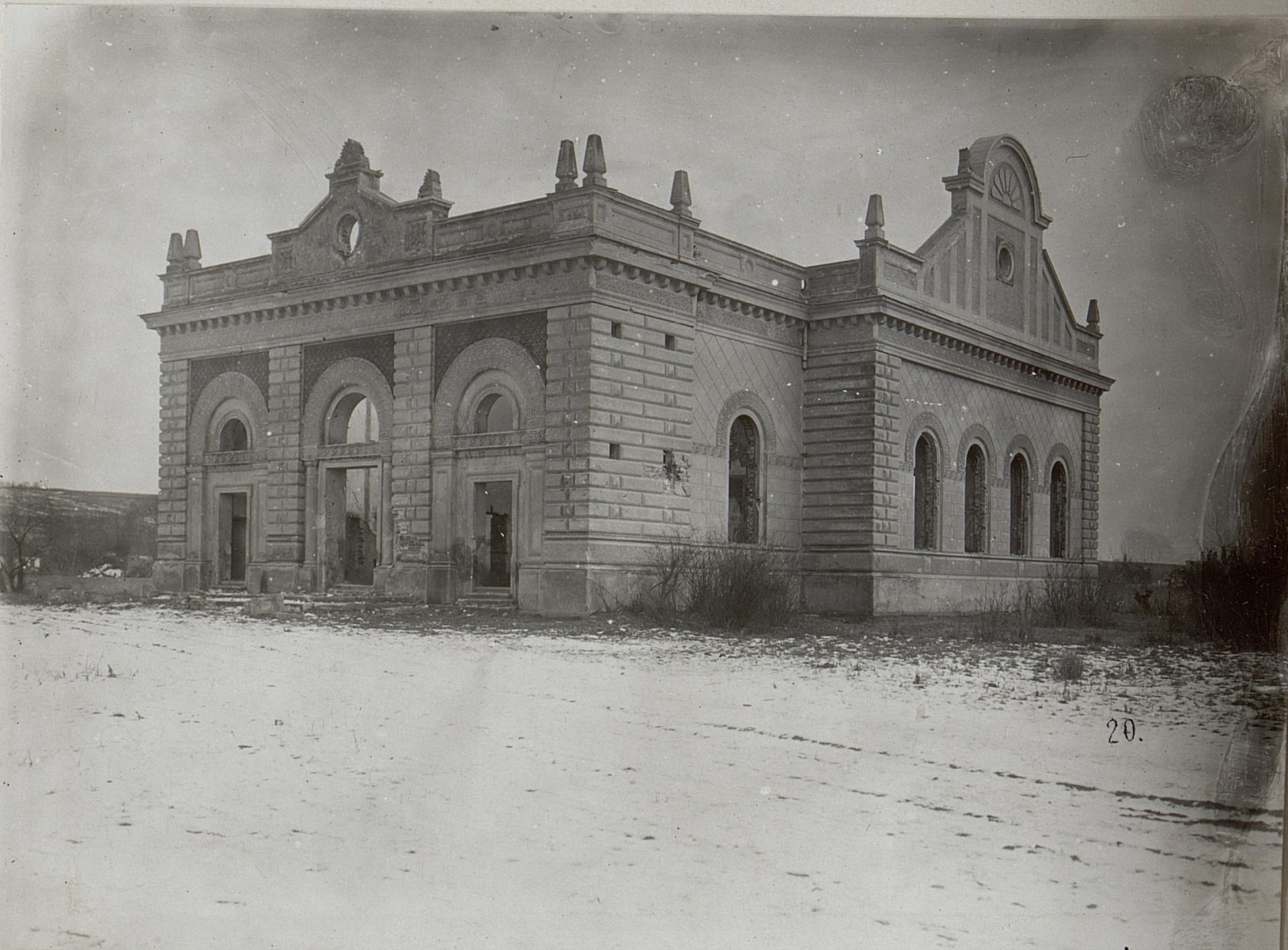
Колишня синагога

Руїни синагоги — побудована в 1889 році і зруйнована під час Другої світової війни. Поруч знаходиться єврейський цвинтар площею 28 гектарів.
Пам'ятник Іону Некулче, присвячений великому молдавському господарю, спроєктований Д. Горшковським.
Пам'ятник жертвам комуністичного терору (депортованим на Сибір і в Онегу).

## У мистецтві
Назва села згадується у романі Ліни Костенко «Берестечко»:
|  | О Дар-Надія! Ждани та Бояни. Іркліїв. Мліїв. Злобин. Веремій. Великий Стидин. Халеп'я. Холоп'є! Ліпляве братолюбних Балаклій. А он і Київ. Подивись — та пильно. Моя Вкраїно, ти це чи не ти? |

## Особистості

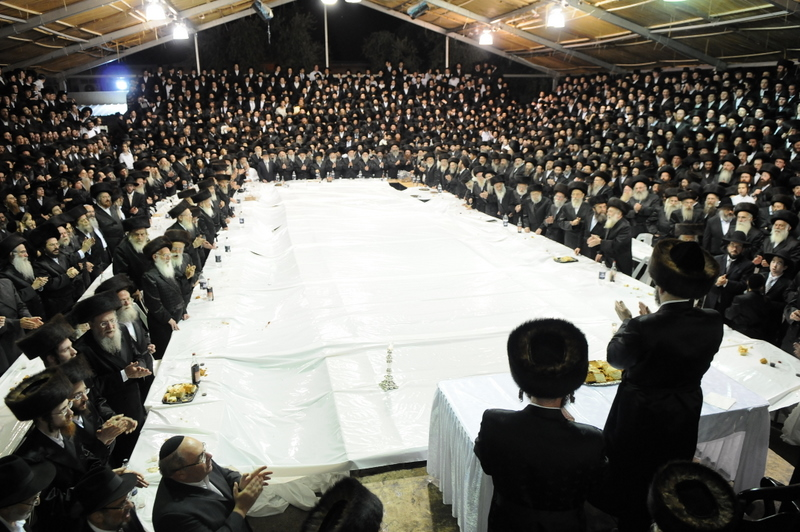
хасидської, що виводиться із Боянів, у Єрусалимі на свято Суккот, 2009

- Гавка Світлана Дінівна — директор НВК «Боянська гімназія», заслужений працівник освіти України[14].
- Грубер Йона Ісаакович (1908—1980) — єврейський поет і перекладач. Писав німецькою мовою.
- Роман Каєтан Інґарден — польський інженер-гідротехнік, управлінець.
- Василь Кирстюк — селянин з Боянів, політичний та громадський діяч Буковини середини XIX століття, посол до Австрійського парламенту 1848 року.
- Ляхович Микола Васильович (1926—1996) — доктор історичних наук.
- Ляхович Василь Миколайович (нар. 02.01.1947, с. Бояни) — фундатор і президент Чернівецької торгово-промислової палати, яку очолює з 1993 року. Закінчив фізичний факультет Чернівецького державного університету. Нагороджений Почесною грамотою Верховної Ради України «За особливі заслуги перед українським народом».
- Іраклий Порумбеску (1823—1896) — православний священник і вчений, парафіяльний священник Боянів (1857—1859), батько композитора Чіпріана Порумбеску (1853—1883); помер у листопаді і був похований поруч з дерев'яною церквою села.
- Яворська Тетяна Іванівна (1963) — український економіст, педагог.
- Лео Кляйн, батько всесвітньо відомого модельєра і дизайнера одягу Келвіна Кляйна.